# 磯田典宏
磯田 典宏（いそだ のりひろ、1952年 - ）は、長崎県出身の美術監督。長崎日本大学高等学校デザイン科（現デザイン美術科）卒業。

## 来歴
唐十郎監督『任侠外伝 玄界灘』に美術助手として参加し、1987年に加藤盟監督『オバケちゃん』で美術監督デビュー。北野武監督作品の美術監督を多数手がけている。

## 主な美術監督作品
- 浅草キッド（2021）
- 去年の冬、きみと別れ（2018）
- アウトレイジ 最終章（2017）
- 四月は君の嘘（2016）
- 龍三と七人の子分たち（2015）
- 舞妓はレディ（2014）
- のぼうの城（2012）
- アウトレイジ ビヨンド（2012）
- ソラニン (2010)
- アウトレイジ (2010)
- ノーボーイズ,ノークライ (2009)
- 悪夢のエレベーター (2009)
- 陰日向に咲く (2008)
- グーグーだって猫である (2008)
- アキレスと亀 (2008)
- ドロップ (2008)
- 黄色い涙 (2007)
- そのときは彼によろしく (2007)
- 監督・ばんざい! (2007)
- 着信アリFinal (2006)
- NANA2 (2006)
- メゾン・ド・ヒミコ（2005）
- TAKESHIS'（2005）
- 殴者 NAGURIMONO（2005）
- NANA（2005）
- 死に花（2004）
- インストール（2004）
- スウィングガールズ（2004）
- 座頭市（2003）
- Dolls（2002）
- 伝説のワニ ジェイク（2002）
- BROTHER（2000）
- 菊次郎の夏（1999）
- HANA-BI（1998）
- がんばっていきまっしょい（1998）
- 生きない（1998）
- 不機嫌な果実（1997）
- キッズ・リターン（1996）
- トラブルシューター（1995）
- みんな〜やってるか!（1995）
- 東京兄妹（1995）
- 教祖誕生（1993）
- いつかどこかで（1992）